# Chigozie Agbim
Chigozie Agbim (Kaduna, 1984. november 28. –) nigériai válogatott labdarúgó, az Enugu Rangers játékosa.

## A válogatottban
Bekerült a 2013-as afrikai nemzetek kupáján részt vevő keretbe, a tornát megnyerték. A 2013-as konföderációs kupán és a 2014-es labdarúgó-világbajnokságra utazó keretbe is meghívót kapott.

## Sikerei, díjai
- Nigéria
  - Afrikai nemzetek kupája: 2013